# Mousserende wijn

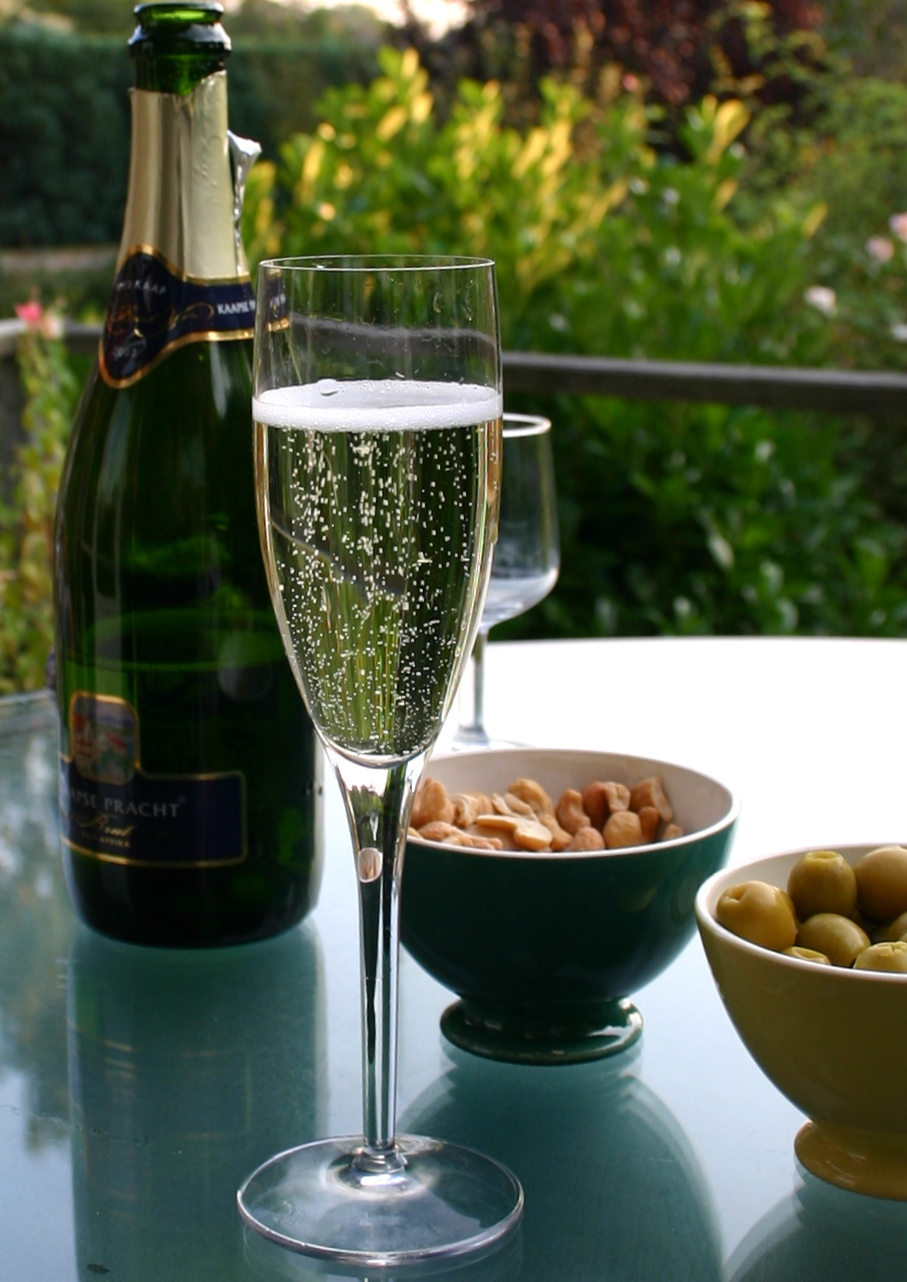
Mousserende wijn

Mousserende wijn of schuimwijn, in de volksmond ook wel bubbeltjeswijn, is wijn waarin zich koolzuurgas bevindt. Hoewel de meeste mousserende wijnen witte wijnen zijn, bestaan er ook mousserende varianten van rode wijn en rosé. In de meeste landen waar wijn wordt gemaakt, wordt ook een mousserende wijn gemaakt. Er is veel verschil in kwaliteit. Ook de zoetheid kan variëren van droog tot zoet.
Een fles mousserende wijn is meestal afgedicht met een zogenoemde Champagnekurk. Om dit type wijn bij het ontkurken niet uit de fles te laten spuiten, zal deze handeling voorzichtig moeten worden uitgevoerd.

## Gistingsmethodes
Omdat de bakermat van mousserende wijn in Frankrijk ligt, wordt de manier waarop de wijn zijn bubbels krijgt in het Frans weergegeven.
- Méthode traditionnelle. Voorheen, en buiten de regio Champagne, bekend als méthode champenoise. Het koolzuur van de tweede gisting, die op fles plaatsvindt, blijft in de fles behouden. De kwaliteit van de "mousse" is hier het hoogst. Eenmaal in een glas geschonken blijven zich lang bubbels in het glas vormen.
- Méthode Charmat of méthode cuve close. De tweede gisting vindt in een gesloten tank plaats. Pas daarna wordt de wijn op fles gebracht. De bubbels zullen minder uitgesproken aanwezig zijn.
- Méthode de gazéification, voor geheel of bijna geheel uitgegiste wijn. Bij deze methode wordt een stille wijn ingespoten met koolzuurgas zoals dat geschiedt voor koolzuurhoudende limonade. Er zullen zich vrij snel geen bubbels meer vormen als de wijn eenmaal in het glas staat.

## Frankrijk

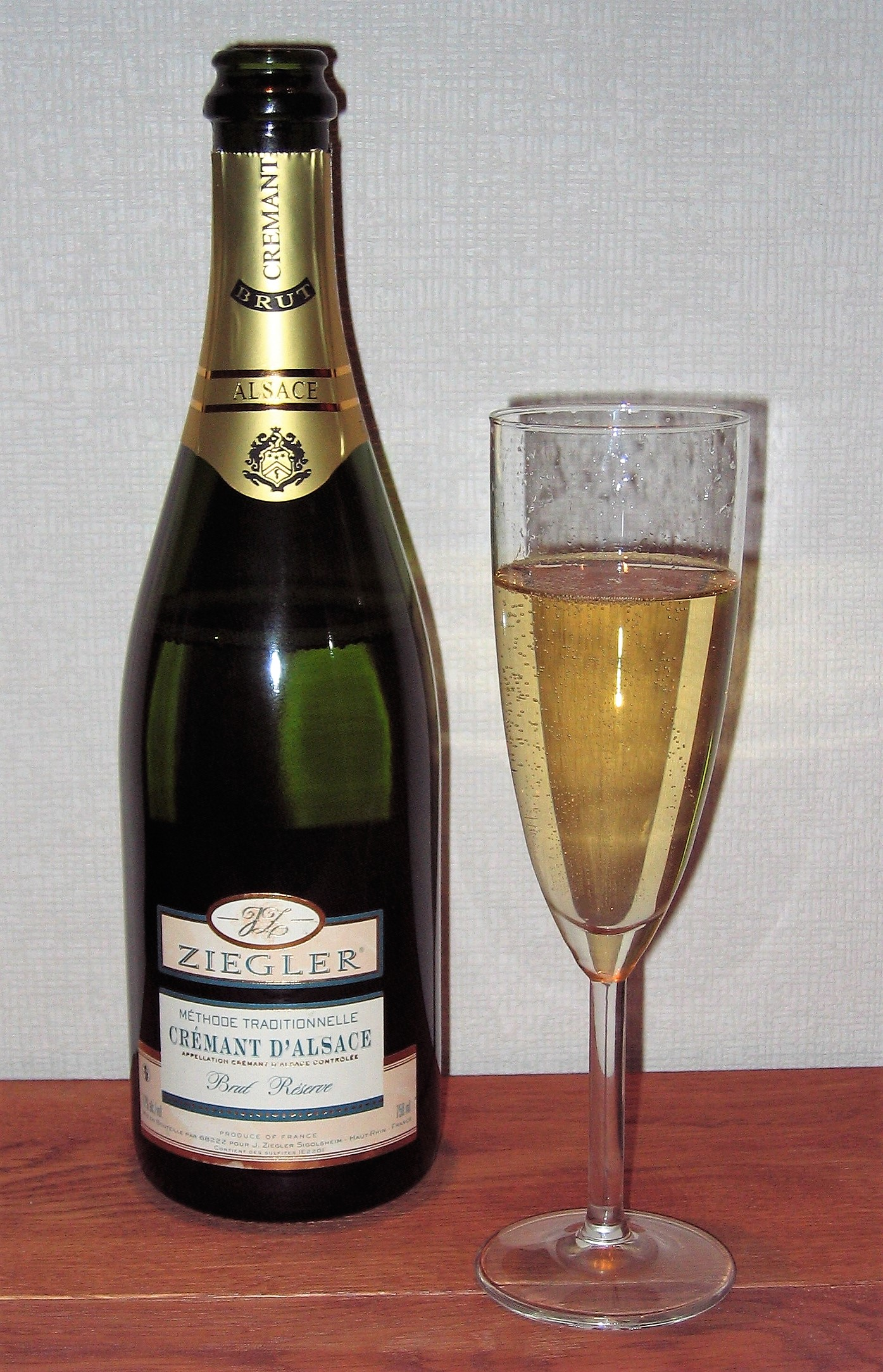
Crémant d'Alsace

Champagne is de bekendste mousserende wijn. Alleen wijn uit de wijnstreek de Champagne mag officieel de naam champagne dragen. Maar er zijn meer hoog gekwalificeerde mousserende wijnen. In Franstalige landen worden deze aangeduid met crémant. Hiervan zijn er verschillende soorten in Frankrijk zelf:
- Crémant d'Alsace
- Crémant de Bordeaux
- Crémant de Bourgogne
- Crémant de Die
- Crémant du Jura
- Crémant de Limoux
- Crémant de Loire

Behalve Crémant wijnen gemaakt volgens de méthode traditionnelle, worden in Frankrijk ook mousserende wijnen volgens de méthode Charmat en of de méthode gazeifé gemaakt. Wanneer er maar weinig koolzuurgas in een wijn is opgelost, wordt dit weleens aangeduid als pétillant of perlant (Nederlands: parelend).

## België
In België zijn er twee Beschermde Oorsprongsbenamingen (BOB) voor mousserende wijnen, met name:
- Vlaamse mousserende kwaliteitswijn: sinds 2005,
- Vin mousseux de qualité de Wallonie of Crémant de Wallonie: sinds 2008.

In 2025 werd BelBul als keurmerk ingevoerd voor kwaliteitsvolle Belgische schuimwijnen.
De wijnen mogen gemaakt worden van Chardonnay, Pinot Noir, Pinot Meunier, Pinot Blanc, Pinot Gris, Auxerrois, Riesling, Kerner en Johanniter. De gemiddelde opbrengst bedraagt maximaal 80 hl/ha.

## Sekt in Duitsland, Oostenrijk en Tsjechië
Ook in Duitsland worden mousserende kwaliteitswijnen volgens de méthode traditionnelle gemaakt. Dit is de sekt b.A., Sekt bestimmte Anbaugebiete. Er is ook veel goedkope sekt op de markt, maar dit is géén "sekt b.A."
Ook in Duitsland wordt eenvoudige bubbeltjeswijn gemaakt, die bijvoorbeeld "perlwein" en "schaumwein" wordt genoemd. Deze soorten wijn zijn gemaakt volgens de "méthode Charmat" of de "méthode gazeifié" en mag geen sekt worden genoemd. 
Oostenrijk heeft een 175-jarige traditie van mousserende wijnen. De Oostenrijkse sekt wordt gemaakt van zowel autochtone als internationale druiven zoals Chardonnay en Pinot Noir. In 2015 dronken Oostenrijkers 25 miljoen flessen sekt uit eigen land. In 2016 werd de Oostenrijkse Sekt met beschermde herkomstbenaming, Sekt g.U., wettelijk vastgelegd. De herkomstbenaming bevat drie kwaliteiten: Klassik, Reserve en Große Reserve, met stikte regels.
Bohemia Sekt is de naam van de mousserende wijn uit Tsjechië. Ook hier is er een lange traditie. Onder andere volgende druiven worden gebruikt: Welschriesling, Chardonnay en Grüner Veltliner.

## Overige landen
- Australië: sparkling wine. Dikwijls wordt de wijn met de gebruikte druivensoort aangeduid.
- Hongarije: Pezsgő, zowel de Méthode traditionnelle als Méthode Charmat wordt toegepast. Vooral langs de oevergebieden van het Balatonmeer wordt deze wijn geproduceerd, van droog tot zoet, wit en zelden ook rosé.
- Italië: prosecco en asti spumante. De lambrusco is gemaakt met de méthode Charmat.
- Luxemburg: De Crémant de Luxembourg is sedert 1991 een AOC; gemaakt van elbling, pinot blanc, riesling en pinot noir.
- Rusland: sovjetskoje sjampanskoje
- Spanje: cava
- Zuid-Afrika: vonkelwyn en Cold Duck

Er zijn meer gebieden waar mousserende wijnen vandaan komen.
champagne · 
Dom Pérignon · 
champagnehuis · 
méthode traditionnelle · 
roséchampagne · 
rosé de saignée ·  
pinot noir · 
pinot meunier · 
chardonnay · 
voltis · 
échelle des crus · 
grand cru · 
premier cru · 
tête de cuvée · 
taille · 
Montagne de Reims · 
Côte des Blancs · 
coteaux champenois · 
alcoholische gisting · 
malolactische fermentatie · 
assemblage · 
réserve · 
liqueur de tirage · 
sur lattes · 
prise de mousse · 
mousse · 
à point · 
remuage · 
dégorgement · 
liqueur d'expédition · 
millésime · 
monocépage · 
clos · 
blanc de blancs · 
blanc de noirs · 
brut sans année · 
kometenwijn · 
cuvée de prestige · 
dosage · 
muselet · 
brut · 
formaat van champagneflessen · 
afkortingen op etiketten